# Pouilly-sur-Serre
Pouilly-sur-Serre ist eine französische Gemeinde mit 496 Einwohnern (Stand: 1. Januar 2022) im Département Aisne der Region Hauts-de-France (bis 2015: Picardie). Die Gemeinde gehört zum Arrondissement Laon, zum Kanton Marle und zum Gemeindeverband Pays de la Serre.

## Geographie
Die Gemeinde Pouilly-sur-Serre liegt rund 13 Kilometer nordwestlich von Laon am Fluss Serre, dessen Zufluss Rucher das Ortsgebiet durchquert. Nachbargemeinden von Pouilly-sur-Serre sind Montigny-sur-Crécy im Norden, Crécy-sur-Serre im Nordosten und Osten, Chéry-lès-Pouilly im Süden sowie Assis-sur-Serre im Westen.

## Geschichte
Seit 1883 führt die Gemeinde Pouilly den Namenszusatz „-sur-Serre“.

### Bevölkerungsentwicklung
| Jahr                       | 1962 | 1968 | 1975 | 1982 | 1990 | 1999 | 2006 | 2012 | 2022 |
| Einwohner                  | 540  | 516  | 515  | 508  | 525  | 504  | 533  | 505  | 496  |
| Quellen: Cassini und INSEE |      |      |      |      |      |      |      |      |      |

## Sehenswürdigkeiten

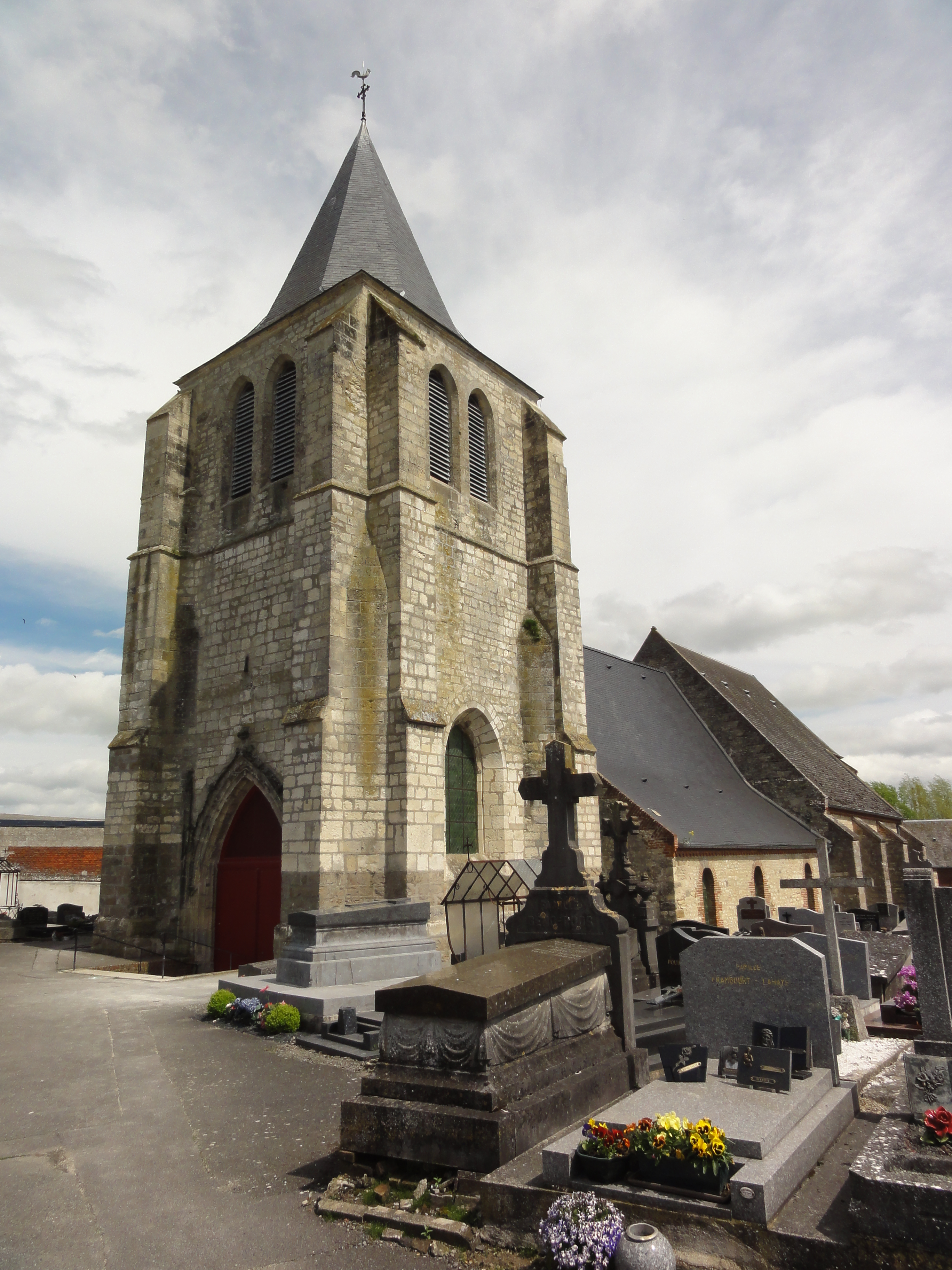
Kirche Saint-Médard
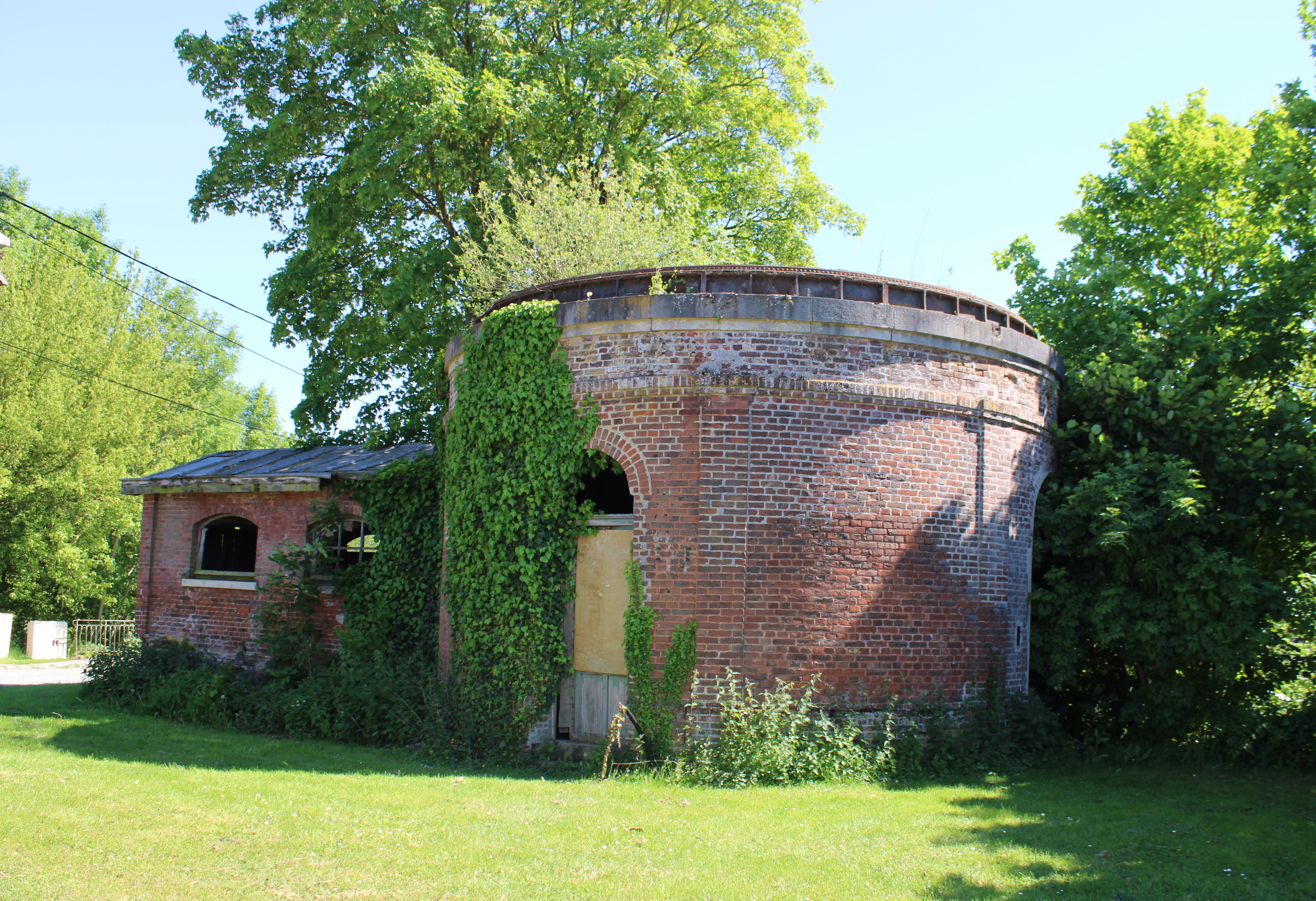
Reste des ehemaligen Wasserreservoirs
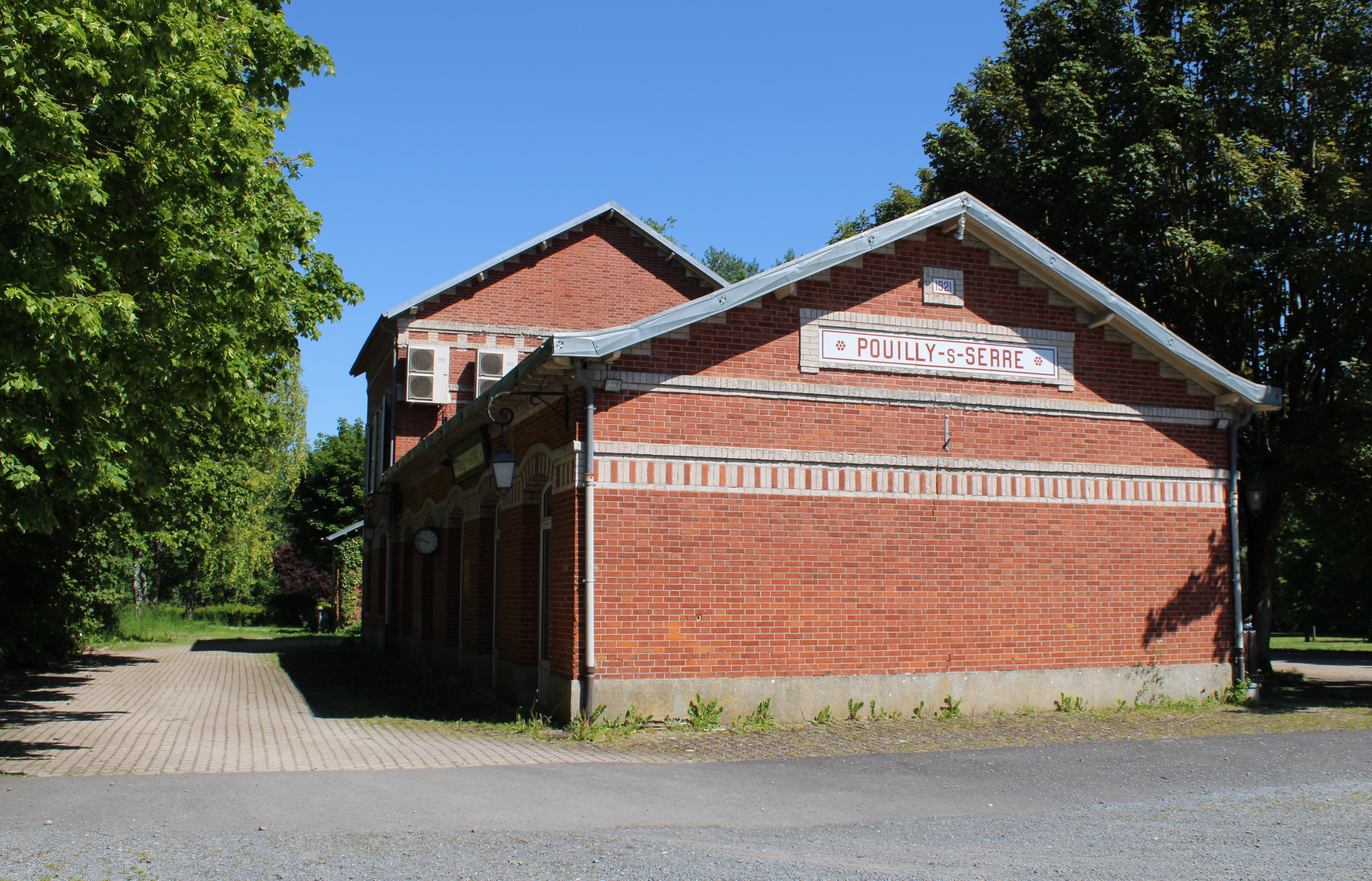
Ehemaliger Bahnhof
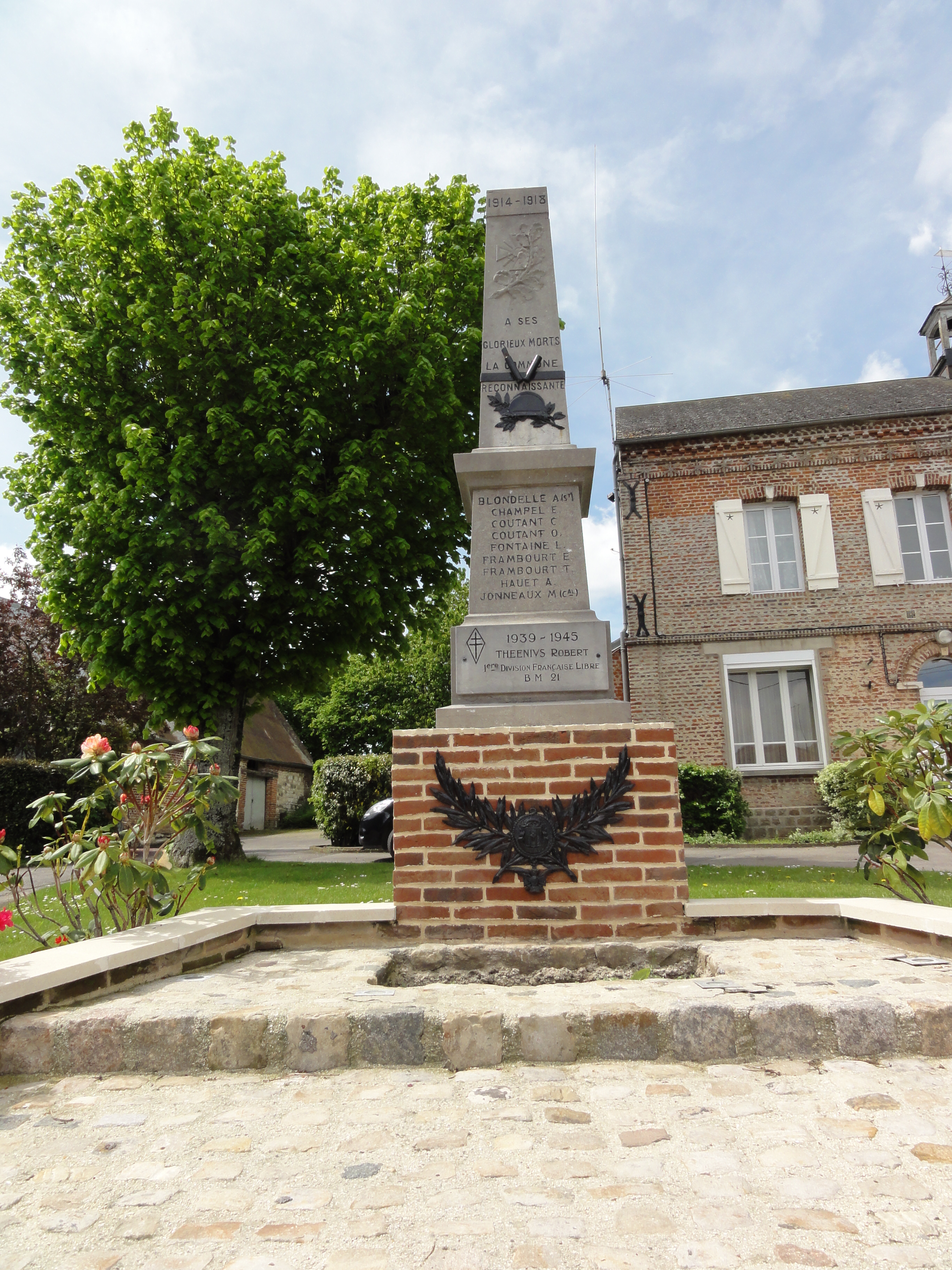
Gefallenendenkmal

- Kirche Saint-Médard
- Reste des ehemaligen Wasserreservoirs
- Ehemaliger Bahnhof
- Gefallenendenkmal